# Слободан Радошевић
Слободан Радошевић (Жабаре, Топола, 1920 — Београд, 1997) био је српски песник.
Рођен је 14. фебруара 1920. године, на дан св Трифуна, у селу Жабаре на Јасеници, испод Опленца, од мајке Савке и и оца Манојла, солунског наредника брдског артиљеријског пука Вардарске дивизије из Првог светског рата.

## Ране године и рат
Основну школу похађао је у Жабару, нижу гимназију у Аранђеловцу, вишу у Крагујевцу, Филозофски факултет у Београду. Још као студент на групи за енглески језик и књижевност, код професора Владете Поповића и Марије Стансфилд-Поповић, основао је Просветно-културни клуб Шумадија у Тополи Крагујевачкој, као ехо Српског културног клуба у Београду. Просветитељску мисију и неговање фолклорног и књижевног блага посебно је обележавало позориште Бокања у Жабару, активно пре и за време рата, а од чијих прихода је помагано сиротињи и избеглицама, као и српским војним заробљеницима у Немачкој. Председник позоришта и Црвеног крста у Жабару, Радошевић је током 1943. и 1944. године био запослен као секретар Пољопривредног инспектората и у Пољопривредној школи у Крагујевцу, где је пред крај рата преживео вишенедљно гранатирање. Године 1945. био је мобилисан и упућен на Сремски фронт, али је његово хапшење све предухитрило. Оптужен је због песме коју је посветио тројици својих погинулих другова, а који су 3 дана пред смрт били мобилисани од стране четника, и осуђен за „издајство и сарадњу са непријатељем“ са неколицином интелектуалаца и уметника, међу којима је била и Жанка Стокић.

## Послератни период
Издржао је 6 година затвора у Нишу и Сремској Митровици. Све то је одложило његов дипломски испит до 1951. године. Постдипломске и студије теологије омогућиле су му лекторски положај за енглески и немачки језик на Богословском факултету, од 1955. до 1962. године. Међутим, због расцепа државе и цркве долази до укидања лектората за стране језике на факултету, а самим тим и отказ уз захвалност декана за успешан рад. После тога радио је дванаест година у VIII београдској гимназији као професор енглеског језика и књижевности, али и ту добија отказ, због „неподобности“. За то време саставио је сопствени уџбеник за енглеску књижевност и организовао прву језичку лабораторију у Београду. Држао је путописна и књижевна предавања по целој Југославији. Стално сарађујући са листом Православље писао је чланке из црквене и монашке историје, поеме и монографије српских и светских великана. У сопственом издању публиковаоје збирку есеја из англиканске књижевности Под Осијановим небом.

## Енглеска
Тада одлази у Енглеску где проводи три године као професор немачког и француског језика и књижевности у Харлоу и Бирмингему. У универзитетским библиотекама Кембриџа, Оксфорда, Лондона и Единбурга Радошевић је, од 1961. године, уз менторство познатог професора са Кембриџа, Бејзила Вилија, прикупљао и обрађивао грађу за своју докторску тезу Кембричка школа и књижевна дела Џона Нориса, Леди Мери Чадли и Хенрија Нидлера. Иако се у главном регистру докторских теза Христовог колеџа Универзитета у Кембриџу налази његово име, због неповољних идеолошких околности по себе у својој земљи, докторанд није успео, и поред вишегодишњих обећавања, ни да брани своју платонистичку и прохришћанску тезу.

## Најзначајнија дела
Последњих 30ак година свога живота Радошевић се посветио проучавању монаштва Истока и Запада, а као резултат настаје Монашка цивилизација. На трибинама манастирских колеџа, универзитета и семинара, нарочито у САД, стекао је репутацију изузетног предавача, посебно из области источног православља. Као јавно признање његовог рада добио је и Грамату од патријарха Германа. Следеће године издаје и своје дело Sub specie aeternitatis у којој се нарочито издвајају песме: Монашки завет, Молитва Светом Сави, Кандило, Вечерње у Кадздану... Објавио је и збирку есеја из англиканске књижевности Под Осијановим небом.
Умро је 31. марта 1997. године у Београду.